# Улан-Батор (футбольный клуб)
Футбольный клуб «Улаанбаатар» (монг. «Улаанбаатар» хөлбөмбөгийн клуб, англ. FC Ulaanbaatar) — монгольский футбольный клуб из Улан-Батора. Соревнуется в Чемпионате Монголии по футболу. Основан в 2011 году; тогда же выиграл чемпионат Монголии.

## История
Клуб был основан в 2011 году. В клубе играет нападающий Ким Мен Вон (англ. Kim Myong-Won), принявший участие в Чемпионате Мира-2010 и перспективный молодой игрок Син Чхоль Чжин (англ. Sin Chol-Jin из Корейской Народной Демократической Республики. Первый раз за свою историю клуб выиграл чемпионат Монголии в 2011 году. В 2012 году в чемпионате клуб проиграл «Эрчиму».

## Стадион
Футбольный стадион в столице Монголии, городе Улан-Батор, находится на территории Центрального стадиона. Футбольный центр был открыт 24 октября 2002 года. На стадионе уложено искусственное покрытие.
Вместимость арены, владельцем которой является местный муниципалитет, составляет 3500 человек. Несколько своих матчей здесь провела сборная Монголии по футболу.

## Достижения
- Чемпионат Монголии по футболу
  - Чемпион: 2011